# Versus de patribus regibus et sanctis Euboracensis ecclesiae
I Versus de patribus regibus et sanctis Euboracensis ecclesiae sono un esteso poema encomiastico scritto da Alcuino di York e dedicato alla storia della chiesa di York, con particolare attenzione “ai padri, ai re e ai santi” che nel tempo l’hanno segnata e modellata; il testo, composto da un totale di 1657 esametri, è ricordato come il primo esempio di epica istituzionale all’interno di un simile contesto e si concentra in particolare sulle imprese miracolose compiute dai propri protagonisti, tralasciando del tutto gli eventi negativi e poco edificanti che hanno segnato la Northumbria negli anni immediatamente precedenti (come ad esempio la caduta in disgrazia del vescovo Vilfrido di York).

## Datazione e paternità
Sulla datazione del testo si è molto dibattuto con un certo grado di sicurezza si ritiene composto tra il 780 e il 782 (tra la morte del maestro Aelberht e la partenza di Alcuino per la Francia). 
La paternità alcuiniana di questi versi non fu da subito evidente, tanto che la prima parte del poema fu pubblicata anonima tra gli Acta sanctorum dell’Ordine di San Benedetto (sulla base di un manoscritto del monastero di Saint-Thierry in cui era indicata con il titolo di “Historia anglica carmine heroico a quodam sapiente facta” – it. “Storia inglese in versi eroici composta da un dotto”); soltanto alla fine del XVII secolo Alcuino fu riconosciuto come autore, grazie al prezioso apporto di uno studioso come Thomas Gale che lo pubblicò nell’Historiae Britannicae et Anglicanae Scriptores (vol. XX, pp. 703 – 732).

## Modelli e stile
Come segnalato dall’editore tedesco Wilhelm Wattenbach i versi che leggiamo, anche se ancora acerbi, non mancano di gravità ed eleganza, animati da una “grazia innata” (lat. “lepor quidem innatus”) che accompagna il lettore in ogni momento. 
Essenziale è il confronto con l’Historia Ecclesiastica Gentis Anglorum di Beda il Venerabile, di cui il giovane Alcuino riprende diverse sezioni, in forma tanto indiretta (citando i medesimi nomi, luoghi ed eventi) che diretta, rielaborando in versi interi passaggi dell’opera; egli dimostra altresì la lettura di autori classici come Virgilio (di cui cita diffusamente passi dall’Eneide e dalle Georgiche), Orazio (dalle Satire) Ovidio (dall’Ars amatoria) e la conoscenza di eventi narrati in cronache locali, come l’ampia cronaca di Lindisfarne.

## Tradizione manoscritta
Stando a quanto segnala Wattenbach nella propria edizione al testo Thomas Gale pubblicò il carme facendo fede alla testimonianza di due codici manoscritti, uno della biblioteca di Reims e l’altro del monastero di San Teodorico; secondo l’uso del tempo solo un codice costituì la vera base dell’edizione, mentre l’altro fu consultato solo in forma occasionale al fine di emendare errori o incertezze. Mentre il filologo cura la propria opera, entrambi risultano dispersi e l’unico testimone superstite è un manoscritto cartaceo del XVII secolo, il Cambridge, Trinity College, Ms. O.2.26 (1130).
Ad oggi è consultabile anche un esemplare più antico, probabilmente uno dei primi visionati dallo stesso Gale, datato al primo quarto del IX sec., il ms. Reims, Bibliothèque d'Etude et du Patrimoine (Bibliothèque Carnegie; olim Bibliothèque Municipale), 426 (E. 335).

### Edizioni
- Alcuin, The Bishops, Kings, and Saints of York, ed. P. Godman, Oxford 1982;
- Alcuini (Albini), Carmina, ed. Ernst Dümmler in: Monumenta Germaniae Historica, Poetae Latini Aevi Carolini, vol. I, Weidmannos 1881, pp. 113, 160 – 351, 630 – 633;
- E. Dümmler, Poetae Latini Aevi Carolini, vol. II in: Monumenta Germaniae Historica, Weidmannos 1884, pp. 690 – 693;
- E. Dümmler, Poetae Latini Aevi Carolini, vol. IV in: Monumenta Germaniae Historica, Weidmannos 1899, pp. 904 – 910, 1128;
- K. Strecker, Poetae Latini Aevi Carolini vol. VI in: Monumenta Germaniae Historica, Poetae Latini Aevi Carolini, Weimar 1884, p. 159;
- Alcuino, Canti, ed. C. Carena, Firenze 1956;
- Alcuini, Carmina, ed. J. P. Migne, Patrologia Latina 101, Parigi 1863;